# S/2021 J 5
S/2021 J 5 este un mic satelit natural exterior al lui Jupiter descoperit de Scott S. Sheppard, David J. Tholen și Chad Trujillo pe 5 septembrie 2021, folosind telescopul Subaru de 8,2 metri de la Observatorul Mauna Kea, Hawaii. A fost anunțat de Minor Planet Center pe 19 ianuarie 2023, după ce observațiile au fost colectate pe un interval de timp suficient de lung pentru a confirma orbita satelitului.
S/2021 J 5 face parte din grupul Carme, un grup strâns de sateliți neregulați retrograzi ai lui Jupiter care urmează orbite similare cu Carme la semiaxe mari între 22-24 milioane de km, excentricități orbitale între 0,2–0,3 și înclinații între 163–166°. Are un diametru de aproximativ 2 km (1,2 mi) pentru o magnitudine absolută de 16,8. 